# Pièce de 5 centimes Tête de Libertas en bronze d'aluminium
Pour les articles homonymes, voir Pièce de 5 centimes, Pièce de 5 centimes Tête de Libertas et Pièce de 5 centimes de franc suisse.
La pièce de 5 centimes Tête de Libertas en bronze d'aluminium est une pièce de monnaie suisse valant cinq centimes de franc qui est émise depuis 1981. Elle succède à la pièce de 5 centimes Tête de Libertas en cupronickel qui avait été émise de 1879 à 1980.
C'est la seule pièce de couleur or actuellement en circulation en Suisse. Son coût de production, qui atteint 6 centimes par pièce en 2005, dépasse sa valeur nominale.